# Kościół św. Karola Boromeusza w Kielcach
Kościół Świętego Karola Boromeusza w Kielcach – kościół rektorski znajdujący się w Kielcach, na wzgórzu Karczówka, na południowy zachód od centrum miasta. Mieści się na terenie parafii św. Wincentego Pallottiego.

## Historia
Świątynia została wybudowana w latach 1624–1628 z fundacji Marcina Szyszkowskiego, biskupa krakowskiego jako wotum za ominięcie Kielc przez szalejącą w Polsce w 1622 roku morową zarazę. Biskup Szyszkowski z Mediolanu sprowadził relikwie św. Karola Boromeusza i tymczasowo umieścił je w kieleckiej katedrze. W dniu 4 listopada 1628 roku w uroczystej procesji zostały przeniesione je do kościoła na Karczówce. Pierwszym proboszczem nowej parafii, został ks. Jan Czapigius, wicekustosz kieleckiej kolegiaty.
W 1629 roku zapadła decyzja o sprowadzeniu na Karczówkę bernardynów. Rozszerzono zabudowania, przebudowano pomieszczenia plebanii, dostosowując je do celów klasztornych. W 1631 roku zakończono budowę, a na Karczówkę do klasztoru zostali sprowadzeni bernardyni. Jedynie na Karczówce odbywały się wtedy kilkakrotnie odpusty, które w ciągu roku gromadziły rzesze wiernych z miasta i okolic. W I połowie XVIII stulecia dobudowano od strony wschodniej zabudowania gospodarcze, które ogrodzono murem z basztami na wschodnich narożach i ulokowaną w centralnym miejscu bramą.
W 1864 roku klasztor bernardynów na Karczówce został skasowany przez władze carskie. Opustoszałe zabudowania przekazano po I wojnie światowej w 1918 roku siostrom sercankom, które otworzyły w nich Drukarnię św. Józefa. W 1922 roku świątynia stała się kościołem filialnym parafii katedralnej, a od 1939 roku – samodzielnym kościołem parafialnym. W 1957 roku został on przejęty przez księży ze Stowarzyszenia Apostolstwa Katolickiego (pallotynów).

## Wyposażenie

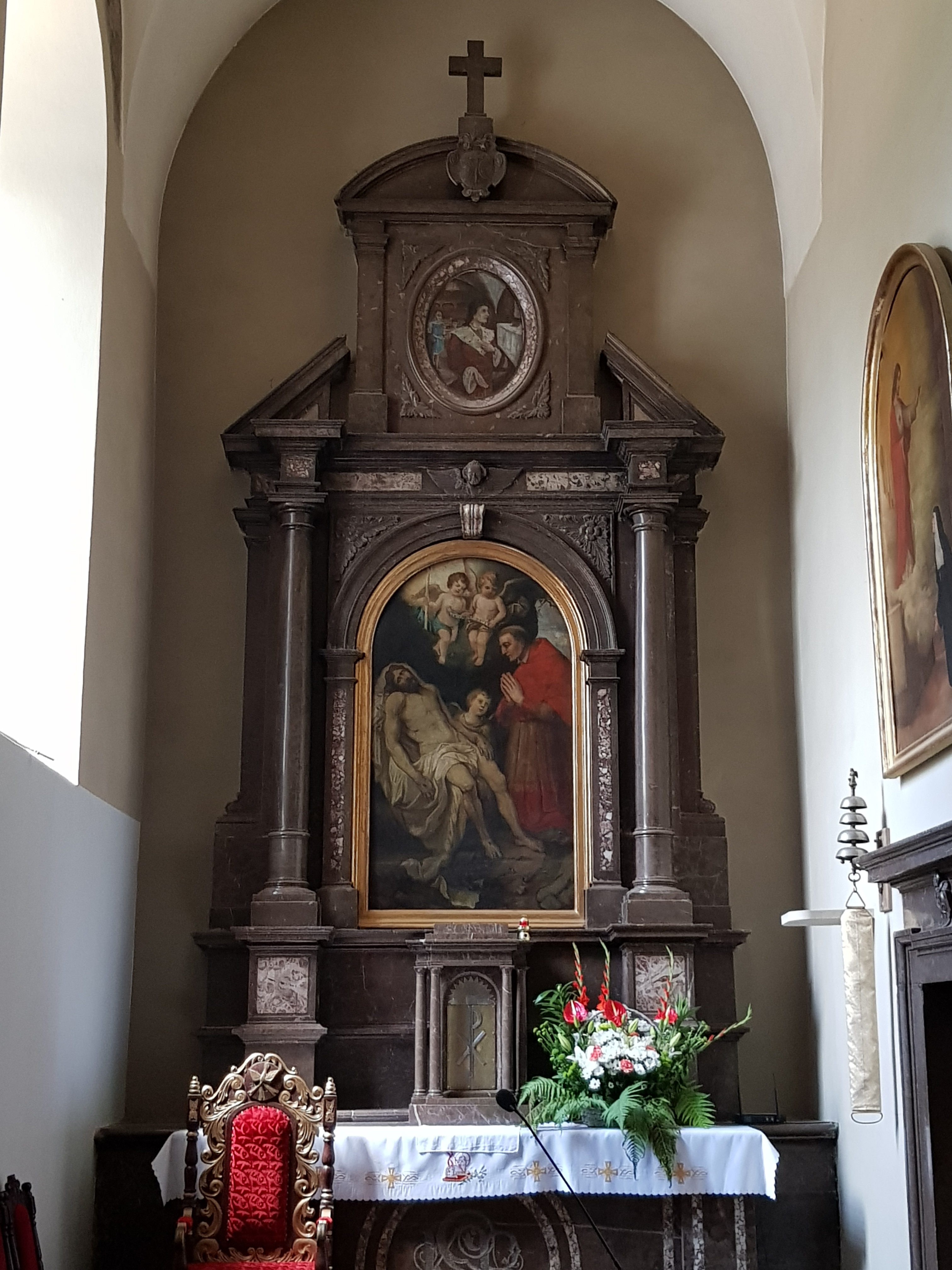
Ołtarz główny

W kościele znajduje się wczesnobarokowy ołtarz główny, wykonany z marmuru chęcińskiego z obrazami św. Karola Boromeusza i św. Kazimierza. Pozostałe wyposażenie wnętrza reprezentuje styl rokokowy.

## Architektura
Jest to świątynia jednonawowa, wybudowana z prostych brył geometrycznych. Posiada wieżę z barokowym hełmem i sygnaturką, pokrytą spatynowaną blachą miedzianą.

## Zabytkowy zespół
Kościół na Karczówce wchodzi w skład zespołu klasztornego bernardynów wpisanego do rejestru zabytków nieruchomych (nr rej.: A.403/1-4 z 23.06.1967):
- kościół pw. św. Karola Boromeusza,
- klasztor wybudowany w latach 1629–1631, przebudowany w XIX w.,
- zabudowania gospodarcze z I połowy XVIII w.
- ogrodzenie z basztami z XVII–XVIII w.,
- teren niezabudowany na stoku góry (nr rej.: A-1189 z 25.08.1997).